# Стружево (Радзейовський повіт)
Стружево (пол. Stróżewo) — село в Польщі, у гміні Битонь Радзейовського повіту Куявсько-Поморського воєводства.
Населення — 161 особа (2011).
У 1975-1998 роках село належало до Влоцлавського воєводства.

## Демографія
Демографічна структура станом на 31 березня 2011 року:
|          | Загалом | Допрацездатний вік | Працездатний вік | Постпрацездатний вік |
| -------- | ------- | ------------------ | ---------------- | -------------------- |
| Чоловіки | 79      | 17                 | 49               | 13                   |
| Жінки    | 82      | 14                 | 41               | 27                   |
| Разом    | 161     | 31                 | 90               | 40                   |